# サウスアフリカンダービー
サウスアフリカンダービー (South African Derby) は、南アフリカのターフフォンテン競馬場で芝2450mで行われている競馬の重賞競走(G1)である。南アフリカのダービーにあたるが、短距離中心の同国に置いて現在はあまり重要視されていない。
ハウテンギニー(1600m)、サウスアフリカンクラシック(1800m)と南アフリカ三冠を形成しており、1999年にはホースチェスナット(Horse Chestnut)がサウスアフリカンダービーを10馬身差で勝利し三冠を達成した。ホースチェスナットは当時南アフリカ最高賞金を誇っていたJ&Bメトロポリタンステークス(2000m)も8馬身差で勝利し、さらには遠征したアメリカでブロワードH(G3)を5馬身半差で圧勝したが、故障でそのまま種牡馬入りした。種牡馬としてはすでにアメリカでG1馬を輩出するなど成功している。

## 歴史
- 1885年 - 創設。ポートエリザベス競馬場、芝2400m
- 1907年 - ターフフォンテン競馬場、芝2400mに変更
- 1921年 - 南アフリカ三冠第二戦
- 1972年 - 芝2450mに変更
- 1982年 - グレード制導入。南アフリカ国内G1、国際LR
- 1987年 - 南アフリカPart1に。国際G1
- 2012年 - PomodoroとRoyal Bencherが1着同着。[1]

## 近年の優勝馬
- 2000年 - Silver Sliver
- 2001年 - Badger's Drift
- 2002年 - Timber Trader
- 2003年 - Yard Arm
- 2004年 - Grey's Inn
- 2005年 - Silverpoint
- 2006年 - Elusive Fort
- 2007年 - Ravishing
- 2008年 - King's Gambit
- 2009年 - Bouquet-Garni
- 2010年 - Irish Flame
- 2011年 - Seal
- 2012年 - Pomodoro、Royal Bencher
- 2013年 - Wylie Hall
- 2014年 - Louis The King[2]
- 2015年 - Legal Eagle[3]
- 2016年 - Abashiri[4]
- 2017年 - Al Sahem[5]
- 2018年 - Hero's Honour[6]
- 2019年 - Samurai Warrior
- 2020年 - Out Of Your League
- 2021年 - Malmoos
- 2022年 - Aragosta[7]
- 2023年 - Son Of Raj[8]
- 2024年 - Purple Pitcher[9]
- 2025年 - Legend Of Arthur[10]